# Scheerhout

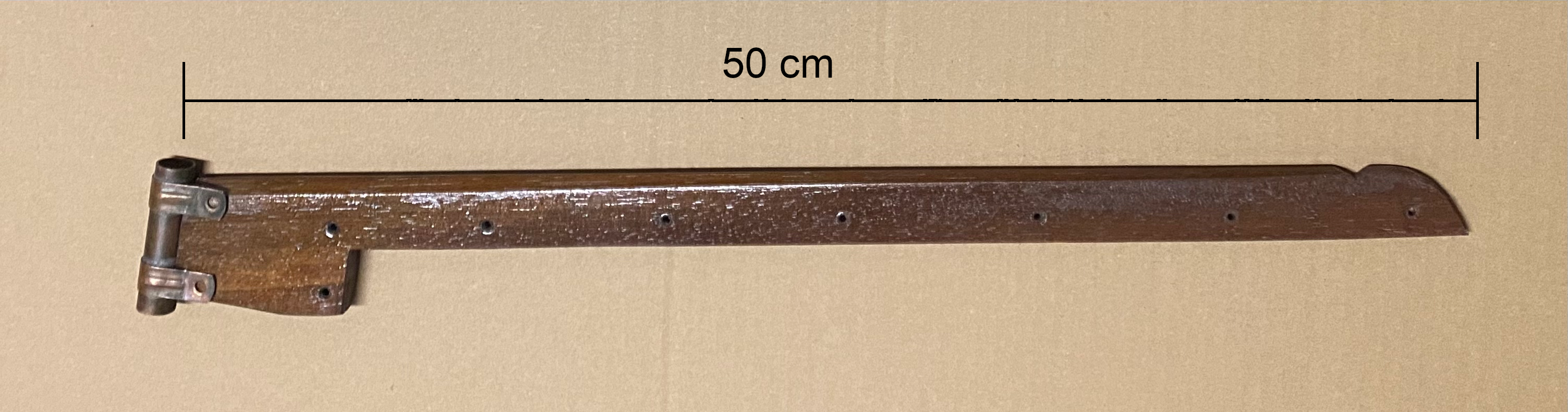
Scheerhout, zonder vleugel

Het scheerhout (ook wel vleugelhekje genoemd) is op een traditioneel zeilschip een houten stok die de windvaan of vleugel in de masttop uithoudt en voorkomt dat deze in de blokken van het tuig verstrikt raakt. De combinatie van mastwortel, scheerhout en vleugel wordt ook wel tuigje genoemd.
Het scheerhout is met metalen wangen draaibaar op de masttop gemonteerd en geeft met de vleugel de windrichting aan ten opzichte van de vaarrichting.